# Jan Van Bulck
Jan Frans Renaat Van Bulck (Boom, 12 oktober 1908 - Terhagen, 2 maart 1972) was een Belgisch syndicalist en politicus voor CVP.

## Levensloop
Hij trouwde in 1933 en het gezin telde vier kinderen.
Na middelbaar onderwijs aan de broederschool in Boom en cursus bestuurswetenschappen bij de provincie Antwerpen, volgde hij het volgende curriculum:
- 1928-1929: kantoor van de belastingen in Boom,
- 1929-1939/40: bankbediende bij Crédit Anversois,
- 1931-1945: gemeenteontvanger (deeltijds),
- 1945-1950: medewerker in het boekhoudingskantoor Jos De Saeger in Mechelen,
- na 1950: boekhouder van de Groep Jamin in Boom.

Hij werd actief binnen het ACW en was:
- lid van het Jeugdfront en van KAJ,
- voorzitter van het gewestelijk ACV-vakverbond voor de Rupelstreek,
- voorzitter van de Landelijke Bediendencentrale (LBC) voor het gewest Boom,
- voorzitter van het ACV Terhagen,
- voorzitter van het ACW Terhagen,
- lid  van de gewestelijke raad van het LBC,
- lid van het arrondissementeel hoofdbestuur van het ACW Antwerpen.

In 1954 werd hij verkozen tot senator voor het arrondissement Antwerpen en vervulde dit mandaat tot in 1961. Hij werd opnieuw senator van 1965 tot 1971.